# Décadence
Pour les articles homonymes, voir Décadence (homonymie).
Pour l’article ayant un titre homophone, voir Décadanse.
 (novembre 2011).
Si vous disposez d'ouvrages ou d'articles de référence ou si vous connaissez des sites web de qualité traitant du thème abordé ici, merci de compléter l'article en donnant les références utiles à sa vérifiabilité et en les liant à la section « Notes et références ».
La décadence est un concept historique. Elle renvoie parfois à la Rome antique et concerne alors la chute de l'Empire romain d'Occident, parfois à l'Empire ottoman (de la bataille de Lépante considérée comme un début de son déclin jusqu'à sa disparition au début du XXe siècle). Dans L’Histoire commence à Sumer, Samuel Noah Kramer mentionne des textes attestant de la conscience des Sumériens du déclin de leur empire devant Akkad, qui finira par les conquérir.

## Définition
La décadence est une notion historique à la lisière de l'idée de déclin, qui relève du champ naturel, et de celle de déchéance, qui relève du champ moral.
Si la décadence est pour Julien Freund une « catégorie essentielle de la perception », elle est au contraire, d’après Patrick Wotling, un simple « réflexe intellectuel, un jugement moral ».

## Étymologie

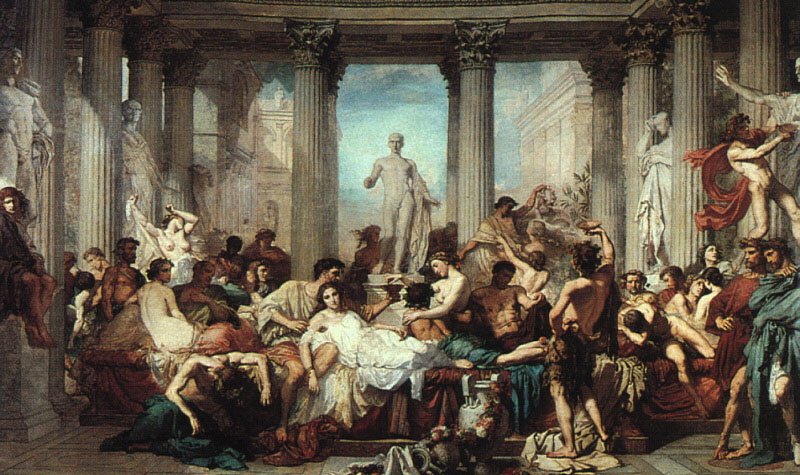
Les Romains de la décadence, peinture académique de Thomas Couture, 1847 (musée d'Orsay).

Le terme vient du latin cadere (« choir ») et est un doublet du mot « déchéance ».

## La décadence de l'Empire romain
Après avoir connu près de trois siècles de paix et de prospérité (grâce à la pax romana, la Paix romaine), l'Empire romain est en proie, au IIIe siècle, à une crise à caractère économique et social, qui caractérise la décadence.
- Articles historiques : Déclin de l'Empire romain d'Occident | Chronologie ;
  - armée romaine : anarchie militaire amenant à recruter les auxiliaires parmi lesdits barbares
  - 378 : défaite d'Andrinople
  - 390 : massacre de Thessalonique
  - Sacs de Rome : trois à compter de 410, auxquels la Cité ne peut s'opposer.
  - Idée de décadence (domaine de l'historiographie) ;
  - 476 : chute de l'Empire romain déclarée par son dernier souverain, Romulus Augustule.
  - Périodes historiques associées : charnière floue de l'Antiquité tardive / Haut Moyen Âge ;

## Historique du thème
Le thème de la décadence de Rome a été sous la république romaine même évoqué par Caton l'Ancien, Cicéron (O tempora, O mores) et, pour l'Empire, par Juvénal.
Il a été également traité par Montesquieu, qui énumère dix-sept causes de la chute de Rome.
La crise économique qui avait frappé Rome, et le discrédit de ses lois qui, bien acceptées au départ parce qu'elles apportaient la paix romaine, furent contestées et combattues dès lors qu'elles ne visaient plus qu'à drainer le maximum de ressources sur une Rome devenue oisive, sans fournir de réel service aux populations en contrepartie.
Vers la fin du XIXe siècle, Paul Bourget importa en littérature la notion de décadence (Essais de psychologie contemporaine). Nietzsche s'en inspira pour l'appliquer au Cas Wagner.
Edward Gibbon a consacré à la période un fameux livre d'Histoire sous forme de chronique à l'antique.
Oswald Spengler ressuscita l'intérêt pour le processus de décadence avec son ouvrage Le Déclin de l'Occident écrit dans les années 1920.
Plus récemment, Pierre Chaunu révèle le côté historiographique du concept : considérer que les Romains vivaient en décadence est parvenu rétrospectivement à la chute de l'Empire romain d'Occident, par le biais de l'influence des penseurs susdits.

## Concordances
Dans la pratique, le phénomène procède de la généralisation de la perception individuelle chagrinant la perte du « bon vieux temps », où des aînés se plaignent que les choses ne sont plus comme avant, et la vie ne continue pas moins à s'écouler ; cette perception comporte des périodes civilisées alternant avec d'autres qui le sont moins.
Plus inquiétant est le fait que plusieurs de ces doléances furent effectivement émises par des écrivains de civilisations effectivement sur leur déclin, qui disparurent par la suite sans jamais retrouver leur splendeur passée [réf. nécessaire] . On peut citer à cet égard :
- Lamentations des habitants de Sumer lors de son déclin[6]
- Satires de Juvénal sur le déclin de vie romaine au Ier et au IIe siècle.

Jared Diamond écrivit un ouvrage, Effondrement : comment les sociétés décident de leur disparition ou de leur survie, présentant un point de vue selon lequel les sociétés disparues auraient dans une certaine mesure participé à leur propre effondrement, dont elles percevaient les signes sans pour autant toujours chercher à y remédier.
Un exemple au sujet duquel on dispose de beaucoup de documents est celui de l'Empire ottoman, qui s'effondra en 1918, mais dont les premiers signes de décadence avaient été observés dès la fin du XVIIIe siècle ; l'un des artisans de cette décadence de l'Empire (au profit d'un nationalisme égyptien) fut Mohamed Ali, lui-même très inspiré par l'action de Napoléon Bonaparte envers la Sublime porte. Par ailleurs, la décadence de certains empires industriels ou coloniaux fournit également quelques objets d'étude.
Parfois le déclin semble fatal, ainsi de Ruhrgas Essen, société qui - vivant du gaz de la Ruhr - était censée disparaître trente ans plus tard une fois ce gaz épuisé. Les compétences acquises restent cependant souvent utilisables ailleurs, et par exemple Elf Aquitaine a survécu remarquablement à l'épuisement du Gaz de Lacq qui avait motivé sa création. En 2013, nombre de pays pétroliers du Golfe se diversifient pour la même raison.
Un point commun à nombre d'empires en décadence semble être une perte du sens du réel au profit de règles formelles qui finissent par ne plus être bien distinguées de la réalité. Lou Gerstner évoque le cas d'IBM, qu'il redressa in extremis, dans son ouvrage J'ai fait danser un éléphant.

### Études sur la décadence
- Bernard Valade, "L'idée de décadence", Cahiers internationaux de sociologie, vol. 62, 1977.
- Pierre Chaunu, Histoire et décadence, Paris, Perrin, 1981
- Julien Freund, La Décadence, Paris, Dalloz, 1983 (réédité aux Éditions du Cerf en 2023)
- René-Pierre Colin, Les décadents : nuanceurs ou barbares de l'idée, Romantisme, n°42. Décadence, 1983.
- La décadence dans la culture et la pensée politiques (XVIIIe – XXe siècle), en Espagne, En France et en Italie. Études réunies par Jean-Yves Frétigné et François Jankowiak [actes du colloque tenu à l’École française de Rome les 20 et 21 juin 2003], Rome, École française de Rome (Collection de l’École française de Rome, t. 395), 2008, 360 p.
- Pierre-André Taguieff, "Critiques du progrès et pensées de la décadence. Essai de clarification des visions de l'histoire", Mil neuf cent. Revue d'histoire intellectuelle (Cahiers Georges Sorel), Année 1996, 14, p. 15-39.
- Arnaud Miranda, "Qu'est-ce que la décadence ? Réflexions épistémologiques sur une figure du temps", Alkemie, no 27, 2021.

### Autres acceptions
- Le Décadentisme ou mouvement décadent est un mouvement littéraire et artistique de la fin du XIXe siècle.
- La Nouvelle-Orléans
  - On y nomme décadence sudiste un festival homosexuel.
- buraiha, un mouvement littéraire au Japon après la Seconde Guerre mondiale.
- Gâteau au fudge très sucré.